# Élections cantonales de 2004 dans l'Allier
Les élections cantonales ont eu lieu les 21 et 28 mars 2004.
Lors de ces élections, 18 des 35 cantons de l'Allier ont été renouvelés. Elles ont vu la reconduction de la majorité apparentée UMP dirigée par Gérard Dériot, président du conseil général entre 1992 et 1998, puis réélu en 2001.

## Contexte départemental

### Assemblée départementale sortante
| Parti                              | Sigle | Sigle | Élus |
| ---------------------------------- | ----- | ----- | ---- |
| Majorité (19 sièges)               |       |       |      |
| Divers droite                      |       | DVD   | 10   |
| Union pour un mouvement populaire  |       | UMP   | 5    |
| Union pour la démocratie française |       | UDF   | 4    |
| Opposition (16 sièges)             |       |       |      |
| Parti communiste français          |       | PCF   | 9    |
| Parti socialiste                   |       | PS    | 4    |
| Parti radical de gauche            |       | PRG   | 3    |
| Président du Conseil général       |       |       |      |
| Gérard Dériot (DVD)                |       |       |      |

## Résultats à l’échelle du département
Répartition départementale des résultats (2e tour).
- PCF (18,24 %)
- PS (28,85 %)
- PRG (7,21 %)
- UMP (20,59 %)
- UDF (1,47 %)
- DVD (23,64 %)

| Étiquette      | Étiquette                          | Premier tour | Premier tour | Second tour | Second tour | Sièges |
| Étiquette      | Étiquette                          | Voix         | %            | Voix        | %           | Sièges |
| -------------- | ---------------------------------- | ------------ | ------------ | ----------- | ----------- | ------ |
|                | Parti socialiste                   | 18 849       | 22,84        | 22 621      | 28,85       | 6      |
|                | Parti communiste français          | 15 099       | 18,30        | 14 306      | 18,24       | 5      |
|                | Parti radical de gauche            | 5 251        | 6,36         | 5 655       | 7,21        | 1      |
|                | Les Verts                          | 3 131        | 3,79         |             |             |        |
|                | Extrême gauche                     | 2 282        | 2,77         |             |             |        |
|                | Divers gauche                      | 1 167        | 1,41         |             |             |        |
| Gauche         | Gauche                             | 45 779       | 55,47        | 42 582      | 54,30       | 12     |
|                |                                    |              |              |             |             |        |
|                | Divers droite                      | 14 856       | 18,00        | 18 539      | 23,64       | 2      |
|                | Union pour un mouvement populaire  | 12 450       | 15,09        | 16 144      | 20,59       | 3      |
|                | Front national                     | 7 616        | 9,23         |             |             |        |
|                | Union pour la démocratie française | 1 347        | 1,63         | 1 153       | 1,47        | 1      |
|                | Extrême droite                     | 180          | 0,22         |             |             |        |
| Droite         | Droite                             | 36 449       | 44,17        | 35 836      | 45,70       | 6      |
|                |                                    |              |              |             |             |        |
|                | Écologistes divers                 | 293          | 0,36         |             |             |        |
|                |                                    |              |              |             |             |        |
| Inscrits       | Inscrits                           | 132 830      | 100,00       | 120 714     | 100,00      |        |
| Abstention     | Abstention                         | 46 192       | 34,78        | 37 610      | 31,16       |        |
| Votants        | Votants                            | 86 638       | 65,22        | 83 104      | 68,84       |        |
| Blancs et nuls | Blancs et nuls                     | 4 117        | 4,75         | 4 686       | 5,64        |        |
| Exprimés       | Exprimés                           | 82 521       | 95,25        | 78 418      | 94,36       |        |

### Résultats en nombre de sièges
| Parti | Sièges mis en jeu | Élus | Évolution |
| ----- | ----------------- | ---- | --------- |
| UMP   | 3                 | 3    | =         |
| UDF   | 1                 | 1    | =         |
| PS    | 4                 | 6    | +2        |
| DVD   | 3                 | 2    | -1        |
| PRG   | 1                 | 1    | =         |
| PCF   | 6                 | 5    | -1        |

### Assemblée départementale à l'issue des élections
| Parti                              | Sigle | Sigle | Élus |
| ---------------------------------- | ----- | ----- | ---- |
| Majorité (18 sièges)               |       |       |      |
| Divers droite                      |       | DVD   | 9    |
| Union pour un mouvement populaire  |       | UMP   | 5    |
| Union pour la démocratie française |       | UDF   | 4    |
| Opposition (17 sièges)             |       |       |      |
| Parti communiste français          |       | PCF   | 8    |
| Parti socialiste                   |       | PS    | 6    |
| Parti radical de gauche            |       | PRG   | 3    |
| Président du Conseil général       |       |       |      |
| Gérard Dériot (DVD)                |       |       |      |

## Résultats par canton

### Canton de Bourbon-l'Archambault
| Candidats      | Candidats         | Étiquette      | Premier tour | Premier tour | Second tour | Second tour |
| Candidats      | Candidats         | Étiquette      | Voix         | %            | Voix        | %           |
| -------------- | ----------------- | -------------- | ------------ | ------------ | ----------- | ----------- |
|                | Gilles Mazuel*    | PCF            | 1 665        | 49,07        | 2 141       | 60,21       |
|                | Alain Guilleminot | UMP            | 1 029        | 30,33        | 1 415       | 39,79       |
|                | François Boureux  | Verts          | 240          | 7,07         |             |             |
|                | Pierre Bernard    | PS             | 216          | 6,37         |             |             |
|                | Jean-Paul Lerat   | FN             | 145          | 4,27         |             |             |
|                | Michel Ville      | EXD            | 98           | 2,89         |             |             |
|                |                   |                |              |              |             |             |
| Inscrits       | Inscrits          | Inscrits       | 4 954        | 100,00       | 4 954       | 100,00      |
| Abstention     | Abstention        | Abstention     | 1 425        | 28,76        | 1 224       | 24,71       |
| Votants        | Votants           | Votants        | 3 529        | 71,24        | 3 730       | 75,29       |
| Blancs et nuls | Blancs et nuls    | Blancs et nuls | 136          | 3,85         | 174         | 4,66        |
| Exprimés       | Exprimés          | Exprimés       | 3 393        | 96,15        | 3 556       | 95,34       |

*sortant

### Canton de Cérilly
| Candidats      | Candidats      | Étiquette      | Premier tour | Premier tour | Second tour | Second tour |
| Candidats      | Candidats      | Étiquette      | Voix         | %            | Voix        | %           |
| -------------- | -------------- | -------------- | ------------ | ------------ | ----------- | ----------- |
|                | Gérard Dériot* | UMP            | 1 569        | 48,01        | 1 904       | 54,71       |
|                | Jacky Laplume  | PCF            | 846          | 25,89        | 1 576       | 45,29       |
|                | Alain Gaubert  | PS             | 587          | 17,96        | Retrait     | Retrait     |
|                | Chantal Mints  | FN             | 266          | 8,14         |             |             |
|                |                |                |              |              |             |             |
| Inscrits       | Inscrits       | Inscrits       | 5 061        | 100,00       | 5 060       | 100,00      |
| Abstention     | Abstention     | Abstention     | 1 621        | 32,03        | 1 414       | 27,94       |
| Votants        | Votants        | Votants        | 3 440        | 67,97        | 3 646       | 72,06       |
| Blancs et nuls | Blancs et nuls | Blancs et nuls | 172          | 5,00         | 166         | 4,55        |
| Exprimés       | Exprimés       | Exprimés       | 3 268        | 95,00        | 3 480       | 95,45       |

*sortant

### Canton de Chantelle
| Candidats      | Candidats           | Étiquette      | Premier tour | Premier tour | Second tour | Second tour |
| Candidats      | Candidats           | Étiquette      | Voix         | %            | Voix        | %           |
| -------------- | ------------------- | -------------- | ------------ | ------------ | ----------- | ----------- |
|                | André Bidaud        | UDF            | 886          | 30,74        | 1 153       | 37,69       |
|                | Jean-Antoine Rosati | DVD            | 711          | 24,67        | 917         | 29,98       |
|                | Alain Melon         | PS             | 439          | 15,23        | 989         | 32,33       |
|                | Christiane Nourtier | PCF            | 227          | 7,88         |             |             |
|                | Philippe Desplanque | FN             | 191          | 6,63         |             |             |
|                | Robert Pinfort      | PRG            | 158          | 5,48         |             |             |
|                | Nicole Rouaire      | Verts          | 152          | 5,27         |             |             |
|                | Jean-Pierre Petit   | DVD            | 68           | 2,36         |             |             |
|                | Michel Guillet      | DVG            | 50           | 1,73         |             |             |
|                |                     |                |              |              |             |             |
| Inscrits       | Inscrits            | Inscrits       | 4 249        | 100,00       | 4 249       | 100,00      |
| Abstention     | Abstention          | Abstention     | 1 266        | 29,80        | 1 085       | 25,54       |
| Votants        | Votants             | Votants        | 2 983        | 70,20        | 3 164       | 74,46       |
| Blancs et nuls | Blancs et nuls      | Blancs et nuls | 101          | 3,39         | 105         | 3,32        |
| Exprimés       | Exprimés            | Exprimés       | 2 882        | 96,61        | 3 059       | 96,68       |

### Canton de Cusset-Nord
| Candidats      | Candidats             | Étiquette      | Premier tour | Premier tour | Second tour | Second tour |
| Candidats      | Candidats             | Étiquette      | Voix         | %            | Voix        | %           |
| -------------- | --------------------- | -------------- | ------------ | ------------ | ----------- | ----------- |
|                | René Bardet*          | PCF            | 1 550        | 27,73        | 3 285       | 56,31       |
|                | Florence Blay         | UMP            | 1 220        | 21,83        | 2 549       | 43,69       |
|                | Jean-Yves Chegut      | PS             | 1 180        | 21,11        | Retrait     | Retrait     |
|                | Jeanne Fleur          | FN             | 673          | 12,04        |             |             |
|                | Éric Paulet           | UDF            | 394          | 7,05         |             |             |
|                | Jean-Claude Hernandez | Verts          | 380          | 6,80         |             |             |
|                | Bernard Lebel         | EXG            | 192          | 3,44         |             |             |
|                |                       |                |              |              |             |             |
| Inscrits       | Inscrits              | Inscrits       | 8 984        | 100,00       | 8 985       | 100,00      |
| Abstention     | Abstention            | Abstention     | 3 040        | 33,84        | 2 664       | 29,65       |
| Votants        | Votants               | Votants        | 5 944        | 66,16        | 6 321       | 70,35       |
| Blancs et nuls | Blancs et nuls        | Blancs et nuls | 355          | 5,97         | 487         | 7,70        |
| Exprimés       | Exprimés              | Exprimés       | 5 589        | 94,03        | 5 834       | 92,30       |

*sortant

### Canton de Cusset-Sud
| Candidats      | Candidats                   | Étiquette      | Premier tour | Premier tour | Second tour | Second tour |
| Candidats      | Candidats                   | Étiquette      | Voix         | %            | Voix        | %           |
| -------------- | --------------------------- | -------------- | ------------ | ------------ | ----------- | ----------- |
|                | Gérard Charasse*            | PRG            | 3 131        | 48,64        | 4 867       | 72,13       |
|                | Jean-Claude Pothier         | DVD            | 1 119        | 17,38        | 1 881       | 27,87       |
|                | Jésus Moran                 | PCF            | 794          | 12,33        |             |             |
|                | Geneviève Chenou-Dorsemaine | FN             | 790          | 12,27        |             |             |
|                | Martine Sodaigui            | Verts          | 374          | 5,81         |             |             |
|                | Guy Sesia                   | EXG            | 229          | 3,56         |             |             |
|                |                             |                |              |              |             |             |
| Inscrits       | Inscrits                    | Inscrits       | 10 241       | 100,00       | 10 240      | 100,00      |
| Abstention     | Abstention                  | Abstention     | 3 442        | 33,61        | 3 095       | 30,22       |
| Votants        | Votants                     | Votants        | 6 799        | 66,39        | 7 145       | 69,78       |
| Blancs et nuls | Blancs et nuls              | Blancs et nuls | 362          | 5,32         | 397         | 5,56        |
| Exprimés       | Exprimés                    | Exprimés       | 6 437        | 94,68        | 6 748       | 94,44       |

*sortant

### Canton de Domérat-Montluçon-Nord-Ouest
| Candidats      | Candidats         | Étiquette      | Premier tour | Premier tour | Second tour | Second tour |
| Candidats      | Candidats         | Étiquette      | Voix         | %            | Voix        | %           |
| -------------- | ----------------- | -------------- | ------------ | ------------ | ----------- | ----------- |
|                | Marc Malbet       | PS             | 1 948        | 36,23        | 4 030       | 72,18       |
|                | Joël Lefebre      | PCF            | 1 461        | 27,17        | Retrait     | Retrait     |
|                | Gérard Gaultier   | DVD            | 1 041        | 19,36        | 1 553       | 27,82       |
|                | Jean-Louis Coilly | FN             | 384          | 7,14         |             |             |
|                | Jean Demasse      | DVD            | 298          | 5,54         |             |             |
|                | Michel Lachaume   | EXG            | 156          | 2,90         |             |             |
|                | François Lovati   | EXG            | 89           | 1,66         |             |             |
|                |                   |                |              |              |             |             |
| Inscrits       | Inscrits          | Inscrits       | 8 915        | 100,00       | 8 913       | 100,00      |
| Abstention     | Abstention        | Abstention     | 3 282        | 36,81        | 2 973       | 33,36       |
| Votants        | Votants           | Votants        | 5 633        | 63,19        | 5 940       | 66,64       |
| Blancs et nuls | Blancs et nuls    | Blancs et nuls | 256          | 4,54         | 357         | 6,01        |
| Exprimés       | Exprimés          | Exprimés       | 5 377        | 95,46        | 5 583       | 93,99       |

### Canton de Dompierre-sur-Besbre
| Candidats      | Candidats          | Étiquette      | Premier tour | Premier tour | Second tour | Second tour |
| Candidats      | Candidats          | Étiquette      | Voix         | %            | Voix        | %           |
| -------------- | ------------------ | -------------- | ------------ | ------------ | ----------- | ----------- |
|                | Roland Fleury      | PS             | 1 269        | 30,95        | 2 399       | 55,56       |
|                | Christian Labille  | DVD            | 1 253        | 30,56        | 1 919       | 44,44       |
|                | Jean-Pierre Ravaud | DVG            | 624          | 15,22        |             |             |
|                | Bernard Lefaure    | DVG            | 493          | 12,02        |             |             |
|                | Henriette Baert    | FN             | 307          | 7,49         |             |             |
|                | Ivan Moitrel       | EXG            | 154          | 3,76         |             |             |
|                |                    |                |              |              |             |             |
| Inscrits       | Inscrits           | Inscrits       | 6 947        | 100,00       | 6 946       | 100,00      |
| Abstention     | Abstention         | Abstention     | 2 593        | 37,33        | 2 358       | 33,95       |
| Votants        | Votants            | Votants        | 4 354        | 62,67        | 4 588       | 66,05       |
| Blancs et nuls | Blancs et nuls     | Blancs et nuls | 254          | 5,83         | 270         | 5,88        |
| Exprimés       | Exprimés           | Exprimés       | 4 100        | 94,17        | 4 318       | 94,12       |

### Canton d'Escurolles
| Candidats      | Candidats                    | Étiquette      | Premier tour | Premier tour | Second tour | Second tour |
| Candidats      | Candidats                    | Étiquette      | Voix         | %            | Voix        | %           |
| -------------- | ---------------------------- | -------------- | ------------ | ------------ | ----------- | ----------- |
|                | Jean-Jacques Rozier*         | DVD            | 3 374        | 37,21        | 5 026       | 53,43       |
|                | Christian Trillet            | PS             | 2 078        | 22,92        | 4 381       | 46,57       |
|                | Carla de Conde               | FN             | 1 356        | 14,95        |             |             |
|                | Bernard Devoucoux du Buisson | Verts          | 898          | 9,90         |             |             |
|                | Michel Gacon                 | PCF            | 536          | 5,91         |             |             |
|                | Christine Guillot            | PRG            | 476          | 5,25         |             |             |
|                | Danielle Chapelier           | EXG            | 350          | 3,86         |             |             |
|                |                              |                |              |              |             |             |
| Inscrits       | Inscrits                     | Inscrits       | 14 661       | 100,00       | 14 660      | 100,00      |
| Abstention     | Abstention                   | Abstention     | 5 113        | 34,87        | 4 632       | 31,60       |
| Votants        | Votants                      | Votants        | 9 548        | 65,13        | 10 028      | 68,40       |
| Blancs et nuls | Blancs et nuls               | Blancs et nuls | 480          | 5,03         | 621         | 6,19        |
| Exprimés       | Exprimés                     | Exprimés       | 9 068        | 94,97        | 9 407       | 93,81       |

*sortant

### Canton de Hérisson
| Candidats      | Candidats       | Étiquette      | Premier tour | Premier tour | Second tour | Second tour |
| Candidats      | Candidats       | Étiquette      | Voix         | %            | Voix        | %           |
| -------------- | --------------- | -------------- | ------------ | ------------ | ----------- | ----------- |
|                | Guy Laboisse    | UMP            | 1 488        | 32,16        | 2 118       | 44,29       |
|                | Daniel Roussat* | PCF            | 1 369        | 29,59        | 2 664       | 55,71       |
|                | Gérard Ciofolo  | PS             | 1 136        | 24,55        | Retrait     | Retrait     |
|                | Louis Charby    | FN             | 405          | 8,75         |             |             |
|                | Édith Lamonerie | EXG            | 229          | 4,95         |             |             |
|                |                 |                |              |              |             |             |
| Inscrits       | Inscrits        | Inscrits       | 7 051        | 100,00       | 7 051       | 100,00      |
| Abstention     | Abstention      | Abstention     | 2 150        | 30,49        | 1 947       | 27,61       |
| Votants        | Votants         | Votants        | 4 901        | 69,51        | 5 104       | 72,39       |
| Blancs et nuls | Blancs et nuls  | Blancs et nuls | 274          | 5,59         | 322         | 6,31        |
| Exprimés       | Exprimés        | Exprimés       | 4 627        | 94,41        | 4 782       | 93,69       |

*sortant

### Canton de Jaligny-sur-Besbre
| Candidats      | Candidats               | Étiquette      | Premier tour | Premier tour | Second tour | Second tour |
| Candidats      | Candidats               | Étiquette      | Voix         | %            | Voix        | %           |
| -------------- | ----------------------- | -------------- | ------------ | ------------ | ----------- | ----------- |
|                | Jean-Paul Chérasse      | PS             | 953          | 41,63        | 1 503       | 62,78       |
|                | Françoise Rouyer        | DVD            | 570          | 24,90        | 891         | 37,22       |
|                | Gilles Berrat           | PRG            | 301          | 13,15        |             |             |
|                | Jean Venuat             | PCF            | 226          | 9,87         |             |             |
|                | Marie-Christine Guibert | FN             | 157          | 6,86         |             |             |
|                | Marc de Portebane       | EXD            | 82           | 3,58         |             |             |
|                |                         |                |              |              |             |             |
| Inscrits       | Inscrits                | Inscrits       | 3 647        | 100,00       | 3 646       | 100,00      |
| Abstention     | Abstention              | Abstention     | 1 242        | 34,06        | 1 115       | 30,58       |
| Votants        | Votants                 | Votants        | 2 405        | 65,94        | 2 531       | 69,42       |
| Blancs et nuls | Blancs et nuls          | Blancs et nuls | 116          | 4,82         | 137         | 5,41        |
| Exprimés       | Exprimés                | Exprimés       | 2 289        | 95,18        | 2 394       | 94,59       |

### Canton de Marcillat-en-Combraille
| Candidats      | Candidats               | Étiquette      | Premier tour | Premier tour | Second tour | Second tour |
| Candidats      | Candidats               | Étiquette      | Voix         | %            | Voix        | %           |
| -------------- | ----------------------- | -------------- | ------------ | ------------ | ----------- | ----------- |
|                | Bernard Barraux*        | UMP            | 1 411        | 46,07        | 1 597       | 50,25       |
|                | Jean-Marc Lagoutte      | DVD            | 643          | 20,99        | 678         | 21,33       |
|                | Jean Martin             | PCF            | 609          | 19,88        | 903         | 28,41       |
|                | Marie-Claude Missonnier | Verts          | 216          | 7,05         |             |             |
|                | Danielle Kuster         | FN             | 184          | 6,01         |             |             |
|                |                         |                |              |              |             |             |
| Inscrits       | Inscrits                | Inscrits       | 4 634        | 100,00       | 4 632       | 100,00      |
| Abstention     | Abstention              | Abstention     | 1 448        | 31,25        | 1 319       | 28,48       |
| Votants        | Votants                 | Votants        | 3 186        | 68,75        | 3 313       | 71,52       |
| Blancs et nuls | Blancs et nuls          | Blancs et nuls | 123          | 3,86         | 135         | 4,07        |
| Exprimés       | Exprimés                | Exprimés       | 3 063        | 96,14        | 3 178       | 95,93       |

*sortant

### Canton du Mayet-de-Montagne
| Candidats      | Candidats            | Étiquette      | Premier tour | Premier tour | Second tour | Second tour |
| Candidats      | Candidats            | Étiquette      | Voix         | %            | Voix        | %           |
| -------------- | -------------------- | -------------- | ------------ | ------------ | ----------- | ----------- |
|                | François Szypula     | DVD            | 1 132        | 42,98        | 1 360       | 49,22       |
|                | Guy Matichard        | DVD            | 491          | 18,64        | 615         | 22,26       |
|                | Paul Batut           | PRG            | 455          | 17,27        | 788         | 28,52       |
|                | Christian Fournier   | PCF            | 230          | 8,73         |             |             |
|                | Jean-Pierre Michelin | FN             | 170          | 6,45         |             |             |
|                | Yves Duvernois       | DVD            | 89           | 3,38         |             |             |
|                | Yves Tregouët        | UDF            | 67           | 2,54         |             |             |
|                |                      |                |              |              |             |             |
| Inscrits       | Inscrits             | Inscrits       | 3 971        | 100,00       | 3 971       | 100,00      |
| Abstention     | Abstention           | Abstention     | 1 203        | 30,29        | 1 088       | 27,40       |
| Votants        | Votants              | Votants        | 2 768        | 69,71        | 2 883       | 72,60       |
| Blancs et nuls | Blancs et nuls       | Blancs et nuls | 134          | 4,84         | 120         | 4,16        |
| Exprimés       | Exprimés             | Exprimés       | 2 634        | 95,16        | 2 763       | 95,84       |

### Canton du Montet
| Candidats      | Candidats               | Étiquette      | Premier tour | Premier tour | Second tour | Second tour |
| Candidats      | Candidats               | Étiquette      | Voix         | %            | Voix        | %           |
| -------------- | ----------------------- | -------------- | ------------ | ------------ | ----------- | ----------- |
|                | Yves Simon*             | UMP            | 1 122        | 40,77        | 1 450       | 47,97       |
|                | Marie-Françoise Lacarin | PCF            | 896          | 32,56        | 1 573       | 52,03       |
|                | Muriel Gamba            | PS             | 456          | 16,57        | Retrait     | Retrait     |
|                | Gérald Durel            | FN             | 193          | 7,01         |             |             |
|                | Gérard Collinet         | EXG            | 85           | 3,09         |             |             |
|                |                         |                |              |              |             |             |
| Inscrits       | Inscrits                | Inscrits       | 3 918        | 100,00       | 3 916       | 100,00      |
| Abstention     | Abstention              | Abstention     | 1 054        | 26,90        | 774         | 19,77       |
| Votants        | Votants                 | Votants        | 2 864        | 73,10        | 3 142       | 80,23       |
| Blancs et nuls | Blancs et nuls          | Blancs et nuls | 112          | 3,91         | 119         | 3,79        |
| Exprimés       | Exprimés                | Exprimés       | 2 752        | 96,09        | 3 023       | 96,21       |

*sortant

### Canton de Montluçon-Ouest
| Candidats      | Candidats        | Étiquette      | Premier tour | Premier tour | Second tour | Second tour |
| Candidats      | Candidats        | Étiquette      | Voix         | %            | Voix        | %           |
| -------------- | ---------------- | -------------- | ------------ | ------------ | ----------- | ----------- |
|                | Claude André     | DVD            | 1 600        | 30,51        | 2 210       | 40,39       |
|                | Bernard Pozzoli  | PS             | 1 378        | 26,28        | 3 262       | 59,61       |
|                | Franck Perrier   | PCF            | 1 366        | 26,05        | Retrait     | Retrait     |
|                | Daniel Cour      | FN             | 407          | 7,76         |             |             |
|                | Gaël Guillet     | Verts          | 247          | 4,71         |             |             |
|                | Monique Roche    | EXG            | 142          | 2,71         |             |             |
|                | Philippe Foltier | PRG            | 104          | 1,98         |             |             |
|                |                  |                |              |              |             |             |
| Inscrits       | Inscrits         | Inscrits       | 9 021        | 100,00       | 9 021       | 100,00      |
| Abstention     | Abstention       | Abstention     | 3 524        | 39,06        | 3 207       | 35,55       |
| Votants        | Votants          | Votants        | 5 497        | 60,94        | 5 814       | 64,45       |
| Blancs et nuls | Blancs et nuls   | Blancs et nuls | 253          | 4,60         | 342         | 5,88        |
| Exprimés       | Exprimés         | Exprimés       | 5 244        | 95,40        | 5 472       | 94,12       |

### Canton de Moulins-Ouest
| Candidats      | Candidats             | Étiquette      | Premier tour | Premier tour | Second tour | Second tour |
| Candidats      | Candidats             | Étiquette      | Voix         | %            | Voix        | %           |
| -------------- | --------------------- | -------------- | ------------ | ------------ | ----------- | ----------- |
|                | Alain Denizot         | PS             | 1 976        | 31,23        | 3 908       | 59,48       |
|                | Éric Buisson          | UMP            | 1 745        | 27,58        | 2 662       | 40,52       |
|                | Stéphane Delhomenie   | DVD            | 751          | 11,87        |             |             |
|                | Henri Petitallot      | PCF            | 692          | 10,94        |             |             |
|                | Bernard Taillandier   | FN             | 643          | 10,16        |             |             |
|                | Dominique Delvincourt | Verts          | 345          | 5,45         |             |             |
|                | Isabelle Ronte        | EXG            | 176          | 2,78         |             |             |
|                |                       |                |              |              |             |             |
| Inscrits       | Inscrits              | Inscrits       | 11 128       | 100,00       | 11 128      | 100,00      |
| Abstention     | Abstention            | Abstention     | 4 536        | 40,76        | 4 129       | 37,10       |
| Votants        | Votants               | Votants        | 6 592        | 59,24        | 6 999       | 62,90       |
| Blancs et nuls | Blancs et nuls        | Blancs et nuls | 264          | 4,00         | 429         | 6,13        |
| Exprimés       | Exprimés              | Exprimés       | 6 328        | 96,00        | 6 570       | 93,87       |

### Canton de Souvigny
| Candidats      | Candidats            | Étiquette      | Premier tour | Premier tour | Second tour | Second tour |
| Candidats      | Candidats            | Étiquette      | Voix         | %            | Voix        | %           |
| -------------- | -------------------- | -------------- | ------------ | ------------ | ----------- | ----------- |
|                | Jean-Paul Dufrègne*  | PCF            | 1 489        | 43,26        | 2 164       | 59,24       |
|                | Jean-Claude Albucher | DVD            | 1 170        | 33,99        | 1 489       | 40,76       |
|                | Pierre Pontet        | PS             | 295          | 8,57         |             |             |
|                | Michel Glenat        | ECO            | 293          | 8,51         |             |             |
|                | Robert Leonard       | FN             | 195          | 5,67         |             |             |
|                |                      |                |              |              |             |             |
| Inscrits       | Inscrits             | Inscrits       | 5 080        | 100,00       | 5 079       | 100,00      |
| Abstention     | Abstention           | Abstention     | 1 497        | 29,47        | 1 238       | 24,37       |
| Votants        | Votants              | Votants        | 3 583        | 70,53        | 3 841       | 75,63       |
| Blancs et nuls | Blancs et nuls       | Blancs et nuls | 141          | 3,94         | 188         | 4,89        |
| Exprimés       | Exprimés             | Exprimés       | 3 442        | 96,06        | 3 653       | 95,11       |

*sortant

### Canton de Vichy-Sud
| Candidats      | Candidats          | Étiquette      | Premier tour | Premier tour | Second tour | Second tour |
| Candidats      | Candidats          | Étiquette      | Voix         | %            | Voix        | %           |
| -------------- | ------------------ | -------------- | ------------ | ------------ | ----------- | ----------- |
|                | Christian Corne    | UMP            | 1 351        | 29,75        | 2 449       | 53,26       |
|                | André Leca         | PS             | 877          | 19,31        | 2 149       | 46,74       |
|                | Michel Marien      | PRG            | 626          | 13,79        |             |             |
|                | Louis de Conde     | FN             | 593          | 13,06        |             |             |
|                | Alain Carteret     | DVD            | 287          | 6,32         |             |             |
|                | Daniel Rondepierre | Verts          | 279          | 6,14         |             |             |
|                | Jean-Claude Gay    | DVD            | 259          | 5,70         |             |             |
|                | Daniel Taillandier | PCF            | 139          | 3,06         |             |             |
|                | Françoise Collinet | EXG            | 130          | 2,86         |             |             |
|                |                    |                |              |              |             |             |
| Inscrits       | Inscrits           | Inscrits       | 8 263        | 100,00       | 8 263       | 100,00      |
| Abstention     | Abstention         | Abstention     | 3 535        | 42,78        | 3 348       | 40,52       |
| Votants        | Votants            | Votants        | 4 728        | 57,22        | 4 915       | 59,48       |
| Blancs et nuls | Blancs et nuls     | Blancs et nuls | 187          | 3,96         | 317         | 6,45        |
| Exprimés       | Exprimés           | Exprimés       | 4 541        | 96,04        | 4 598       | 93,55       |

### Canton d'Yzeure
| Candidats      | Candidats               | Étiquette      | Premier tour | Premier tour |
| Candidats      | Candidats               | Étiquette      | Voix         | %            |
| -------------- | ----------------------- | -------------- | ------------ | ------------ |
|                | Guy Chambefort*         | PS             | 4 061        | 54,24        |
|                | Laure Goudouneix-Vallee | UMP            | 1 515        | 20,24        |
|                | Jacques Cabanne         | PCF            | 1 004        | 13,41        |
|                | Jean-Louis Baudriller   | FN             | 557          | 7,44         |
|                | Josiane Lachaume        | EXG            | 179          | 2,39         |
|                | Brigitte Banaudi        | EXG            | 171          | 2,28         |
|                |                         |                |              |              |
| Inscrits       | Inscrits                | Inscrits       | 12 105       | 100,00       |
| Abstention     | Abstention              | Abstention     | 4 221        | 34,87        |
| Votants        | Votants                 | Votants        | 7 884        | 65,13        |
| Blancs et nuls | Blancs et nuls          | Blancs et nuls | 397          | 5,04         |
| Exprimés       | Exprimés                | Exprimés       | 7 487        | 94,96        |

*sortant